# Syzygium munronii
Syzygium munronii là một loài thực vật có hoa trong Họ Đào kim nương. Loài này được (Wight) N.P.Balakr. miêu tả khoa học đầu tiên năm 1980.

## Hình ảnh

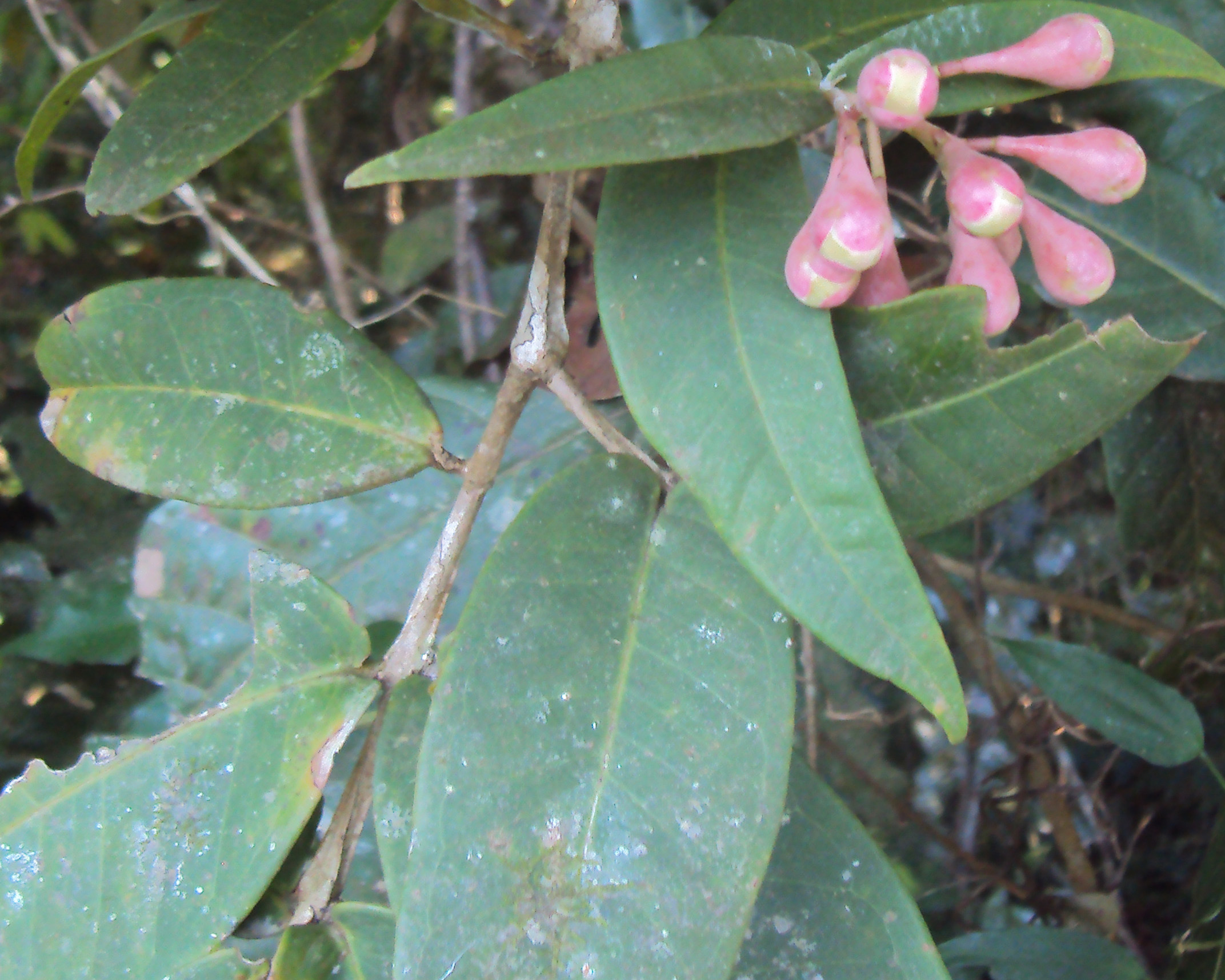
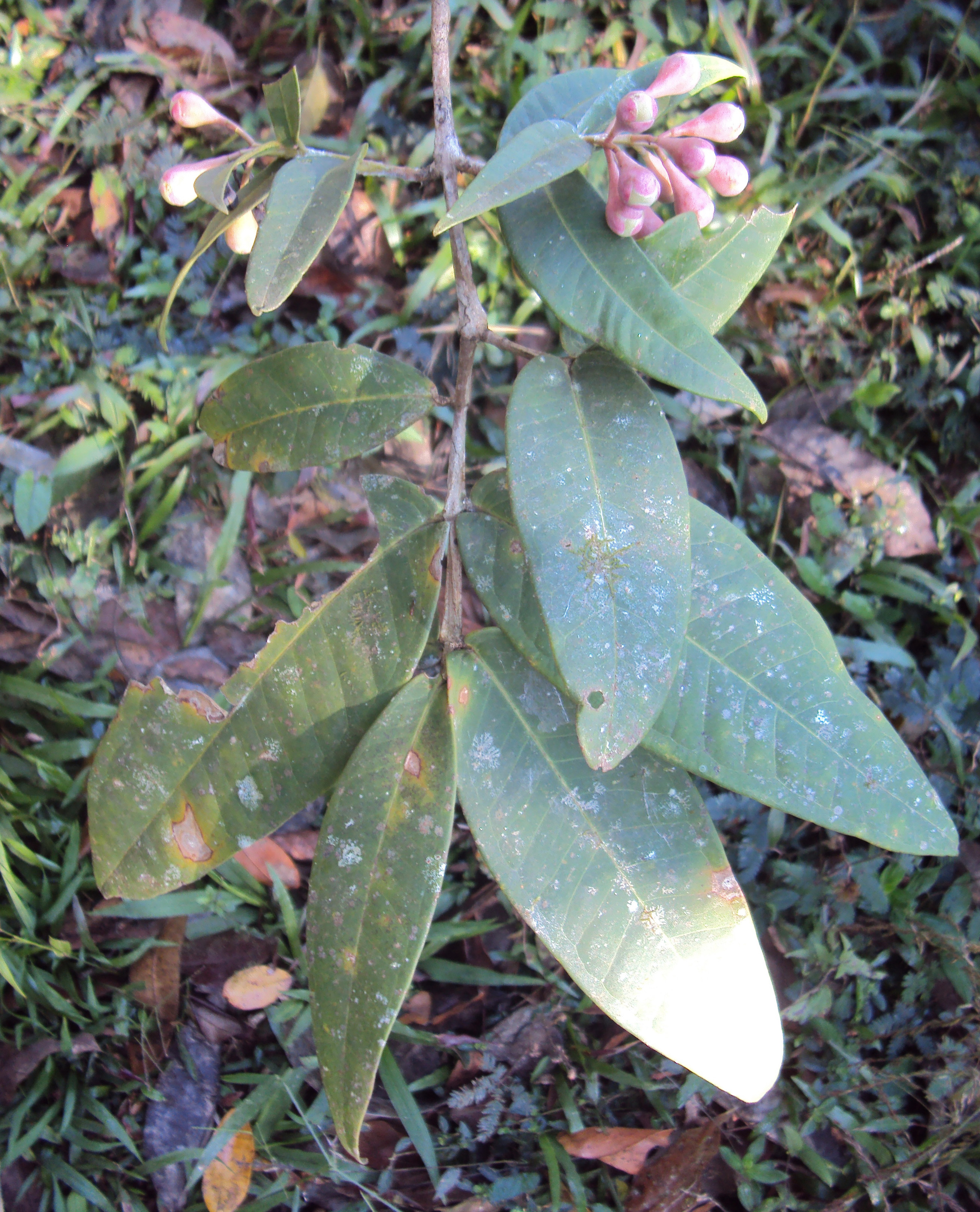
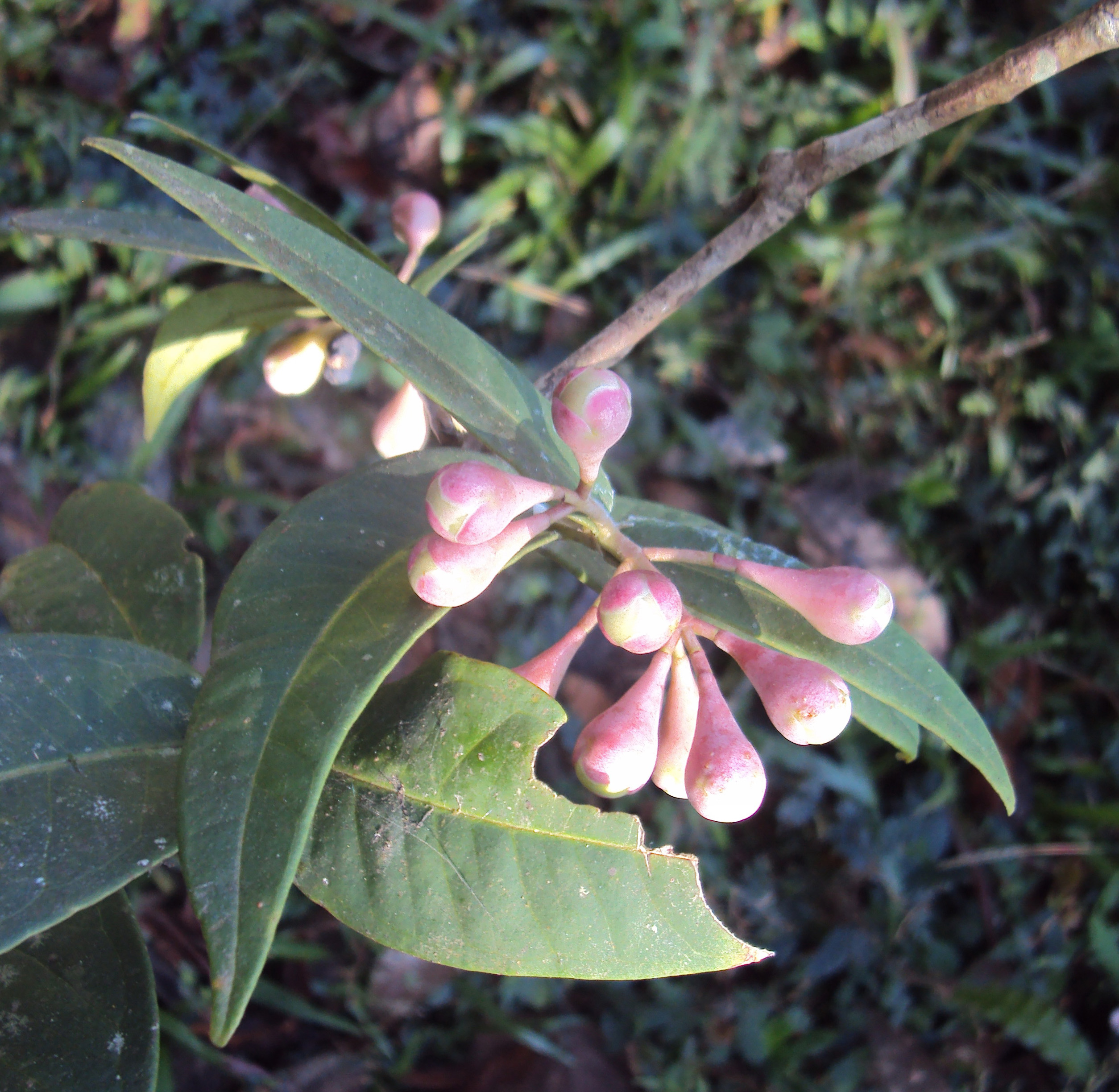
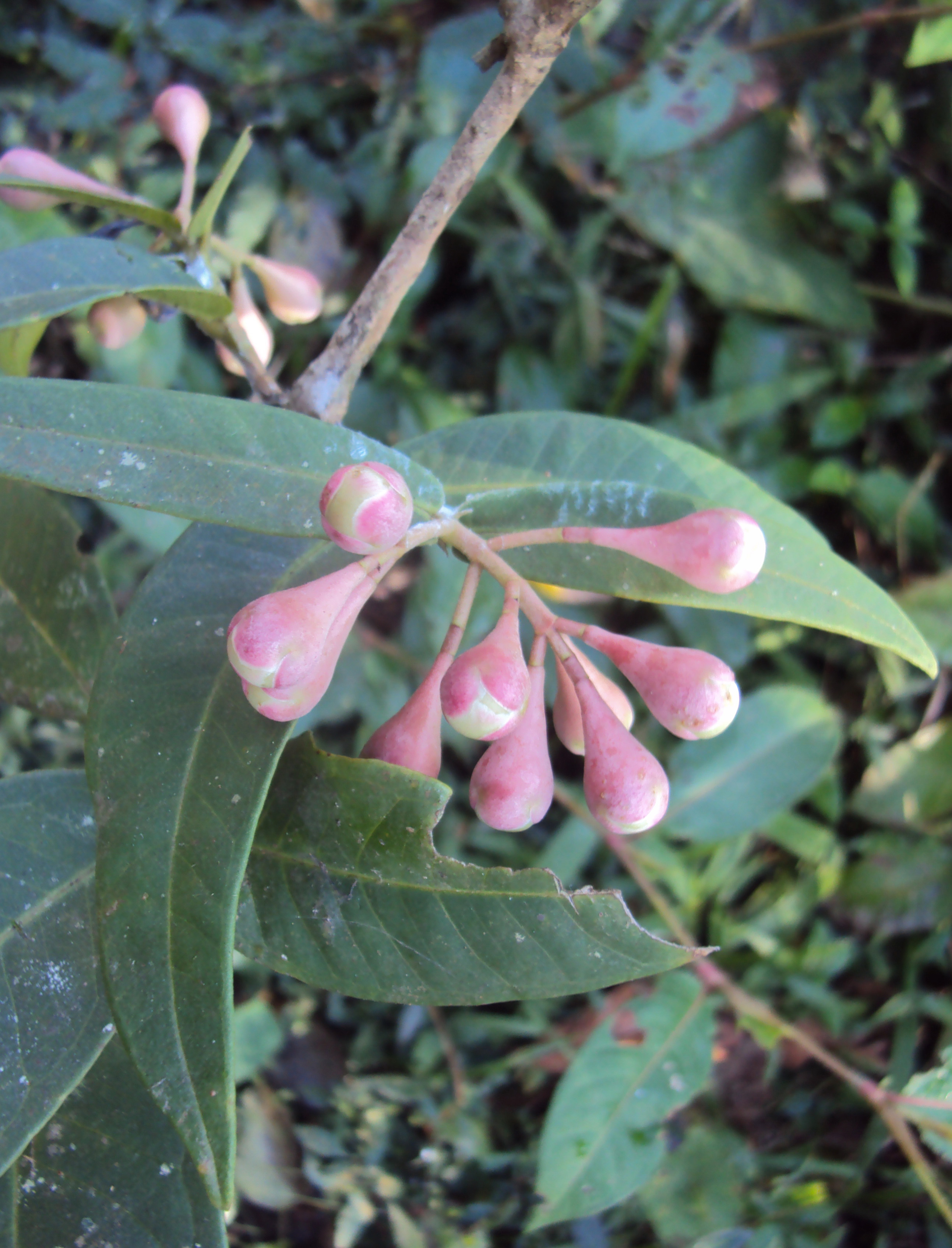